# Destruction en vol d'un Mil Mi-24 arménien en 2014

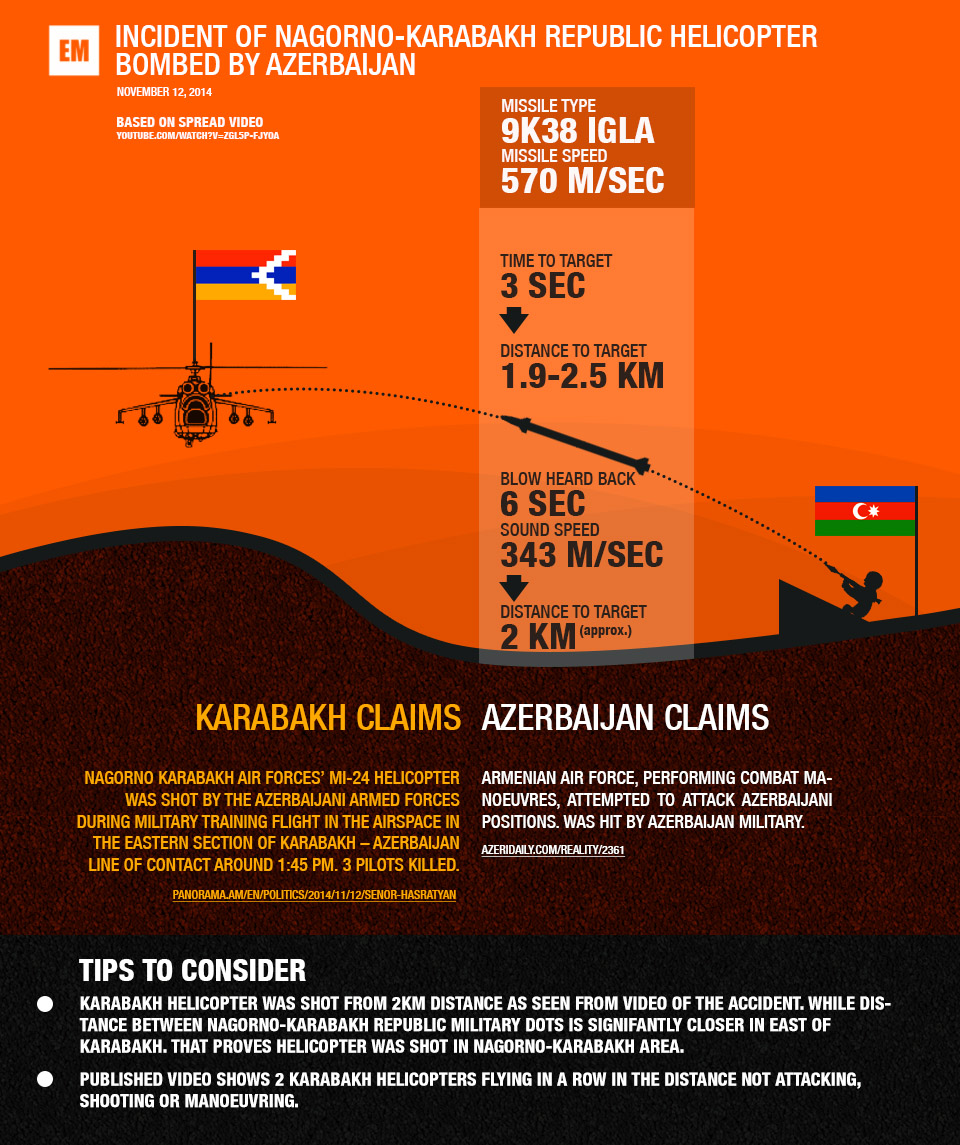
Infographie expliquant l'incident.

La destruction en vol d'un Mil Mi-24 arménien en 2014 est survenue le 12 novembre 2014 lorsqu'un hélicoptère d'attaque arménien Mil Mi-24 (nom de l'Otan : « Hind ») a été abattu par les forces armées azerbaïdjanaises pendant le conflit frontalier au Haut-Karabagh, tuant les trois membres d'équipage.

## Événements
Selon la partie arménienne, l'hélicoptère appartenait aux forces armées du Haut-Karabagh et participait aux exercices militaires conjoints arméno-NKR 2014 d'une semaine dans la région contestée. Un communiqué publié par le ministère azerbaïdjanais de la Défense affirme que l'hélicoptère appartenait aux forces armées arméniennes et se préparait à attaquer les positions azerbaïdjanaises dans le district d'Aghdam. Cette position est rejetée par les responsables du ministère de la Défense arménien et du NKR : d'après eux, l'hélicoptère n'était ni armé ni entré dans l'espace aérien azerbaïdjanais.
Selon l'analyste britannique Thomas de Waal, l'hélicoptère a été abattu « dans le no man's land entre les deux armées » et celui-ci « n'attaquait pas les positions azerbaïdjanaises mais avait apparemment pénétré dans une zone d'exclusion aérienne informelle de cinq kilomètres que les deux parties avaient établis ».
Le militaire azerbaïdjanais ayant abattu l'hélicoptère, Ilkin Muradov, a reçu la médaille du 3e degré pour « service militaire distingué » et un prix de valeur.
L'analyste Thomas de Waal décrit l'escarmouche comme « le pire incident militaire en plus de 20 ans depuis le cessez-le-feu ». Le même jour, des images apparaissent dans les médias azerbaïdjanais prétendant montrer le moment de la fusillade. Deux Mi-24 sont vus volant parallèlement à la ligne de contact, alors que le lancement d'un missile sol-air, identifié comme un MANPAD Igla-S, est entendu hors écran et l'un des hélicoptères est touché et s'écrase au sol.
Après la fusillade, la partie arménienne affirme que les forces azéries ont continué à tirer sur le site de l'accident, empêchant les forces arméniennes de récupérer les corps pendant plusieurs jours. Le 22 novembre 2014, selon la partie arménienne, des unités des forces spéciales arméniennes ont réussi à récupérer les corps des trois pilotes arméniens, ainsi que des parties de l'hélicoptère. Au cours de l'opération, deux soldats azéris ayant tenté d'empêcher le sauvetage des dépouilles ont été tués. La partie arménienne ne dénombre aucune perte. Le ministère azerbaïdjanais de la Défense rejette les affirmations de la partie arménienne concernant la réalisation de « l'opération spéciale » sur ce territoire. Selon le ministère azerbaïdjanais de la Défense, ces territoires sont entièrement sous le contrôle des forces armées azerbaïdjanaises. Des experts militaires azéris sur les vols aériens estiment que les documents vidéo montrant des corps, fournis par la partie arménienne, sont en fait des documents soigneusement édités.
D'après le journal officiel du ministère de la Défense arménien Hay Zinvour, les trois membres d'équipage décédés avaient été formés à l'Institut d'aviation militaire d'Erevan. Les trois officiers tués, sont enterrés avec les honneurs militaires le 25 novembre au cimetière militaire de Erablur à Erevan,. Un jour plus tôt, leurs corps avaient été placés à l'église Saint Sarkis dans le district de Nor Nork pour une cérémonie d'adieu à laquelle assistaient le président Serge Sarkissian, le Premier ministre Hovik Abrahamian, le ministre de la Défense Seyran Ohanyan et d'autres responsables,.